# Hermannia amabilis
Hermannia amabilis är en malvaväxtart som beskrevs av Hermann Wilhelm Rudolf Marloth och Karl Moritz Schumann. Hermannia amabilis ingår i släktet Hermannia och familjen malvaväxter. Inga underarter finns listade i Catalogue of Life.

## Bildgalleri

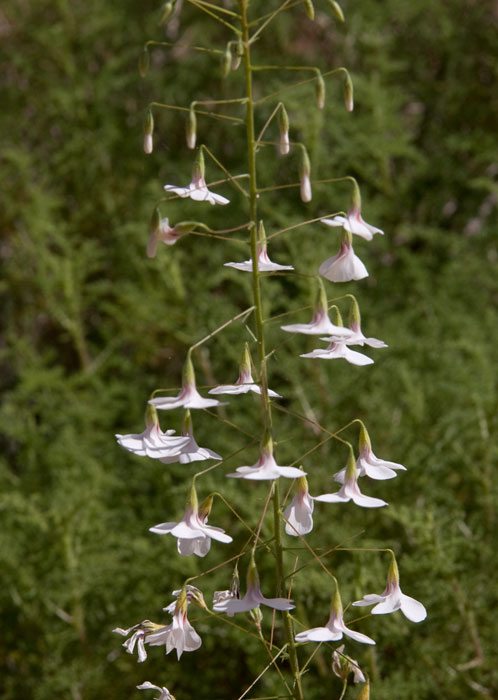